# Kahleberg
Der Kahleberg ist mit 905,1 m ü. NHN die dritthöchste Erhebung im Osterzgebirge und zugleich der höchste Berg im sächsischen Teil dieses Gebirgszuges.

## Lage und Umgebung
Der Kahleberg liegt zwei Kilometer südwestlich der Bergstadt Altenberg/Erzgeb. nahe der Grenze zu Tschechien. Direkt südlich des Berges befinden sich das Bundesleistungszentrum für Biathlon, seit 2004 Biathlon-Sparkassenarena, nördlich liegen die Rehaklinik Raupennest – im Jahr 1991 vom Bäderkönig Eduard Zwick für ca. 100 Mio. DM errichtet –, die ursprünglich für den Bergbau angelegten Teiche des Kleinen und Großen Galgenteichs sowie der Speicher Altenberg.

## Geologie und Morphologie
Der Kahleberg ist ein bewaldeter Quarzporphyr-Höhenrücken, der einen Seitenkamm des Erzgebirgskamms bildet. Im Landschaftsbild bricht der Berg mit einer markanten Stufe nach Norden und Westen hin ab. Die Abbruchflanken sind von Blockhalden bedeckt, die ein drei Hektar großes Flächennaturdenkmal bilden.

## Geschichte

### Entstehung des Namens
Ursprünglich war der Kahleberg dicht bewaldet. Der in Altenberg um 1440 einsetzende intensive Zinnbergbau führte aber wahrscheinlich bereits in der zweiten Hälfte des 16. Jahrhunderts zur kompletten Abholzung großer Waldflächen, die als Grubenholz, zum Feuersetzen und für die Erzverhüttung unter Verwendung von Holzkohle benötigt wurden. Der fehlende Wald prägte den Namen des kahlen Berges.

### Bedeutung in der Landvermessung
Als Station Nr. 9 Kahleberg war der Gipfel in den 1860er Jahren ein Punkt Erster Ordnung der königlich-sächsischen Triangulation. Aus diesem Grund wurde 1864 auf dem Gipfel eine 6,5 Meter hohe Vermessungssäule errichtet. Diese wurde mit einem 5 Meter hohen Steinturm umgeben, der seit Ende des 19. Jahrhunderts als Aussichtsturm genutzt wurde. Steinturm und Vermessungssäule wurden 1962 wegen Baufälligkeit abgerissen. Das Turmfundament wurde ein Jahr später wieder hergestellt und ist bis heute erhalten.

### Feuerwachturm
Zur Waldbrandüberwachung bestand auf dem Gipfel zwischen 1954 und 1966 ein 25 m hoher hölzerner Feuerwachturm.

### Kahlebergbaude
Auf dem Gipfel wurde 1961 eine Schutz- und Aufenthaltshütte für Waldarbeiter errichtet, die als Kahlebergbaude auch ein einfaches Imbissangebot ausreichte. Allerdings verfügte die Baude über keinen Wasser- und Stromanschluss. Wasser wurde mit Kanistern auf den Berg gebracht, die Stromerzeugung erfolgte mittels Dieselaggregat. Dies führte im September 2018 zur vorläufigen Schließung. Bei der anschließenden Sanierung durch den Staatsbetrieb Sachsenforst (Forstbezirk Bärenfels) erfolgte der Anschluss an das Stromnetz. Eine fast 100 Meter tiefe Tiefenbohrung stellte die Frischwasserversorgung sicher. Zudem wurde eine Toilettenanlage installiert. Die Sanierungskosten beliefen sich auf ca. 300.000 €. Am 9. Mai 2023 konnte die sanierte Baude ihren Betrieb wieder aufnehmen.

## Waldschäden und Naturschutz
Die ersten Waldschäden entstanden durch die Altenberger Zinnhütten bereits im 16. Jahrhundert. Ihre schwefelreichen Abgase verhinderten über lange Zeit eine natürliche Wiederbewaldung des abgeholzten Berges. Die im 19. Jahrhundert angepflanzten Fichten wurden seit den 1970er Jahren vor allem durch den Schadstoffausstoß der nordböhmischen Braunkohlekraftwerke vernichtet. Den Schadstoffen fielen auch die regional bekannten Wetterfichten weitgehend zum Opfer.
Zu Beginn der 1980er Jahre ließ die Kreisverwaltung mithilfe von Gastarbeitern aus Moçambique bereits Wiederaufforstungsarbeiten ausführen. Doch erst infolge der Wende und der damit einhergehenden Stilllegung von großen Industriebetrieben hat sich seit den 1990er Jahren die Luftqualität deutlich verbessert. Neue resistente Nadelgehölze, Latschenkiefern, Ebereschen und Birken wurden angepflanzt. Der Kahleberg ist der einzige Bereich im sächsischen Osterzgebirge, in dem unter natürlichen Bedingungen buchenfreie Fichtenwälder wachsen können.
Bereits 1940 wurde der 500-Meter-Umkreis der Bergkuppe mit dem Schutzstatus eines Naturdenkmals (ND) versehen. Im Jahr 1961 erklärten die Forstverwaltungen eine 63 Hektar große zusammenhängende Fläche zum Naturschutzgebiet. Trotzdem schritten auch hier die Waldschäden fort, so dass das Naturschutzgebiet 1983 aufgelöst wurde. Allerdings blieb für die 3 Hektar großen Blockhalden an der Nord- und Westseite des Gipfelplateaus der Schutzstatus als Flächennaturdenkmal WRK 003 „Blockhalden am Kahleberg“ erhalten.
2012 wurde unter Einbeziehung der Blockhalden ein etwa 22 Hektar großes Areal im Gipfelbereich des Berges als FFH-Gebiet 84E „Kahleberg bei Altenberg“ unter Schutz gestellt. Im Bereich der Blockhalden finden sich zahlreiche schützenswerte Flechten, darunter die Landkartenflechte, Nabel- und Schüsselflechten sowie Strauchflechten wie die Rentierflechte und das Isländische Moos. Botaniker halten die Lebensräume der Silikatschutthalden und Trockenen Heiden für besonders bemerkenswert.

## Aussicht
Der Blick reicht im Norden über weite Teile des Osterzgebirges bis hinab zum Elbtal nach Dresden. Bei außergewöhnlich guter Sicht schweift der Blick im Osten bis zum Kamm des Isergebirges. Auch die 142 km entfernte Schneekoppe im Riesengebirge ist unter guten Bedingungen zu sehen. Eine Metalltafel auf der Kuppe gibt die markantesten Ziele an. Sie enthält jedoch einen Fehler: die Nordrichtung und die Ostrichtung stehen nicht im rechten Winkel, sondern spitzwinklig zueinander.

## Wege zum Gipfel
Ein Aufstieg auf den Kahleberg ist über eine Vielzahl markierter Wanderwege, Radwege und Skiloipen möglich. Ein günstiger Ausgangspunkt für den Besuch des Berges ist Altenberg. Von dort führt der blau markierte Weg über den breiten Alten Zaunhäuser Weg zur Bergschulter und weiter zum Gipfel. Der Berg liegt zudem an den Routen des Europäischen Fernwanderwegs E3, des Internationalen Bergwanderwegs Eisenach–Budapest, des blau markierten Fernwanderwegs Zittau–Wernigerode und der Skimagistrale Erzgebirge/Krušné hory.

## Galerie

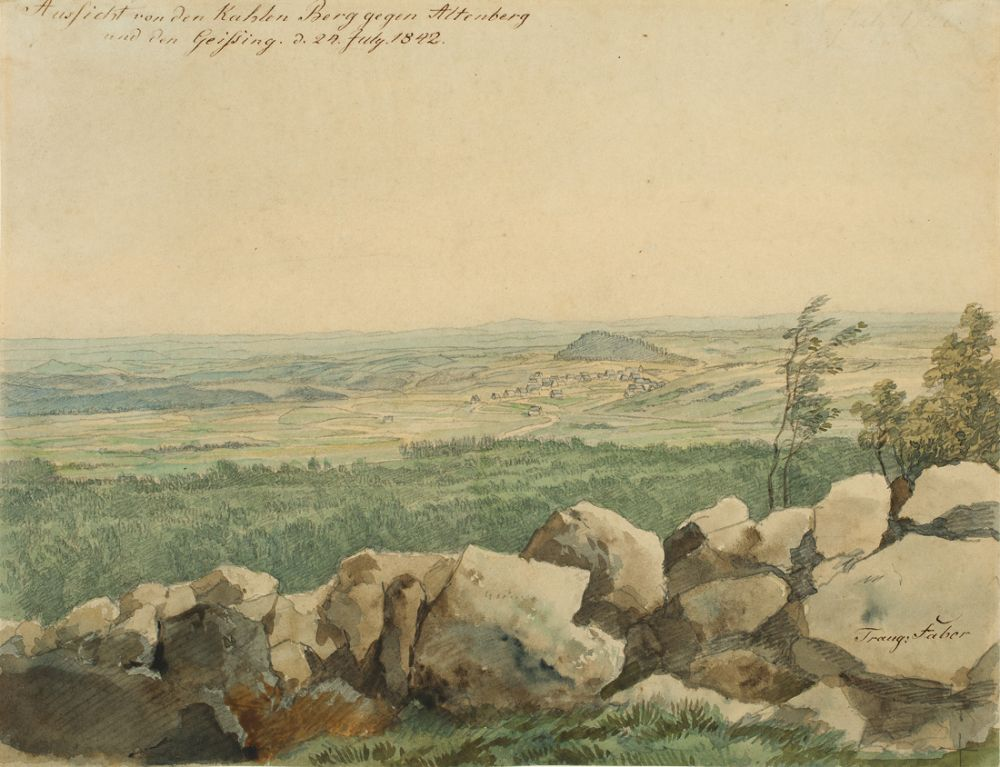
Aussicht von dem Kahlen Berg gegen Altenberg und den Geising, Gemälde von Karl Gottfried Traugott Faber (1842)
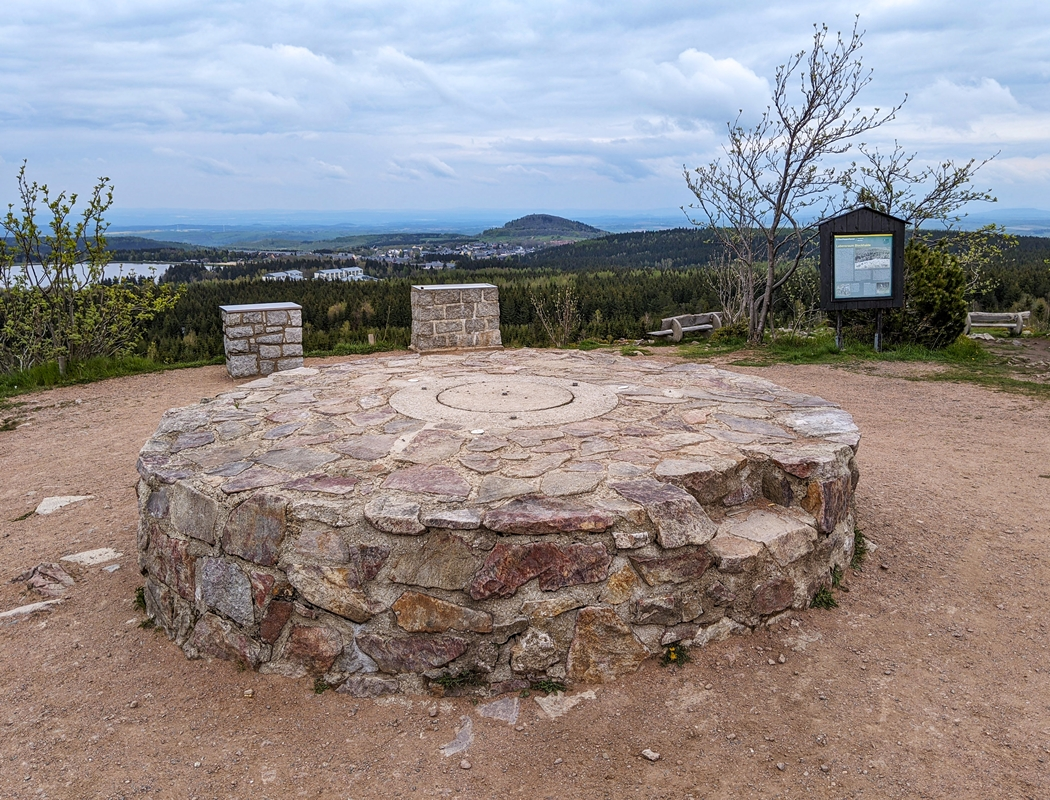
Fundament der königlich-sächsischen Triangulirung
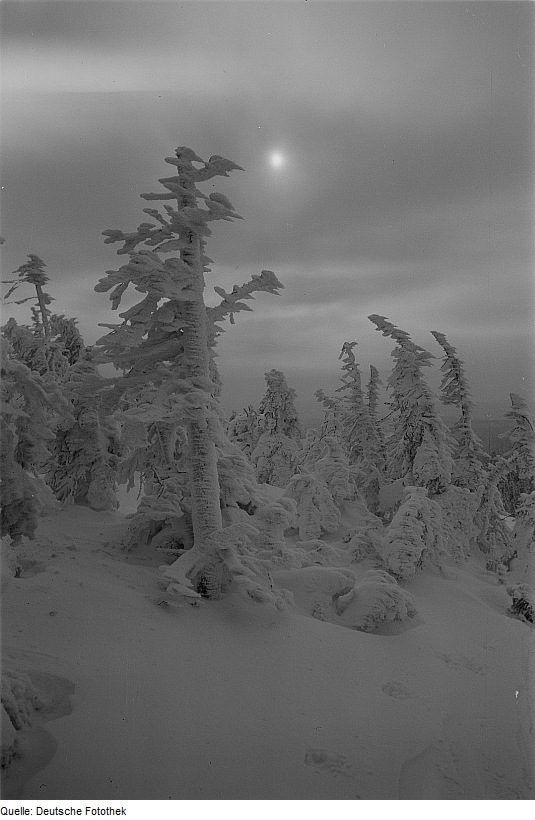
Typische Winterstimmung mit intensiver Raueisbildung (Aufnahme vmtl. um 1950/1960)
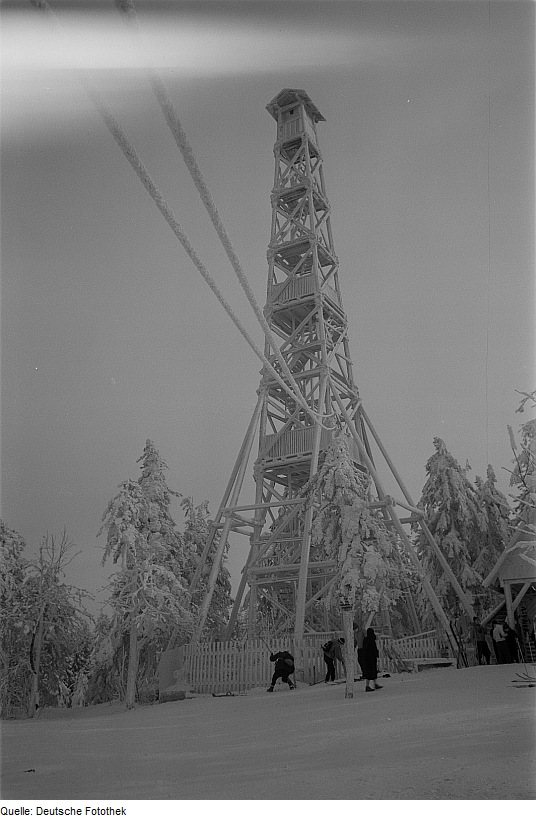
Feuerwachturm auf dem Kahleberg (1954–1966)
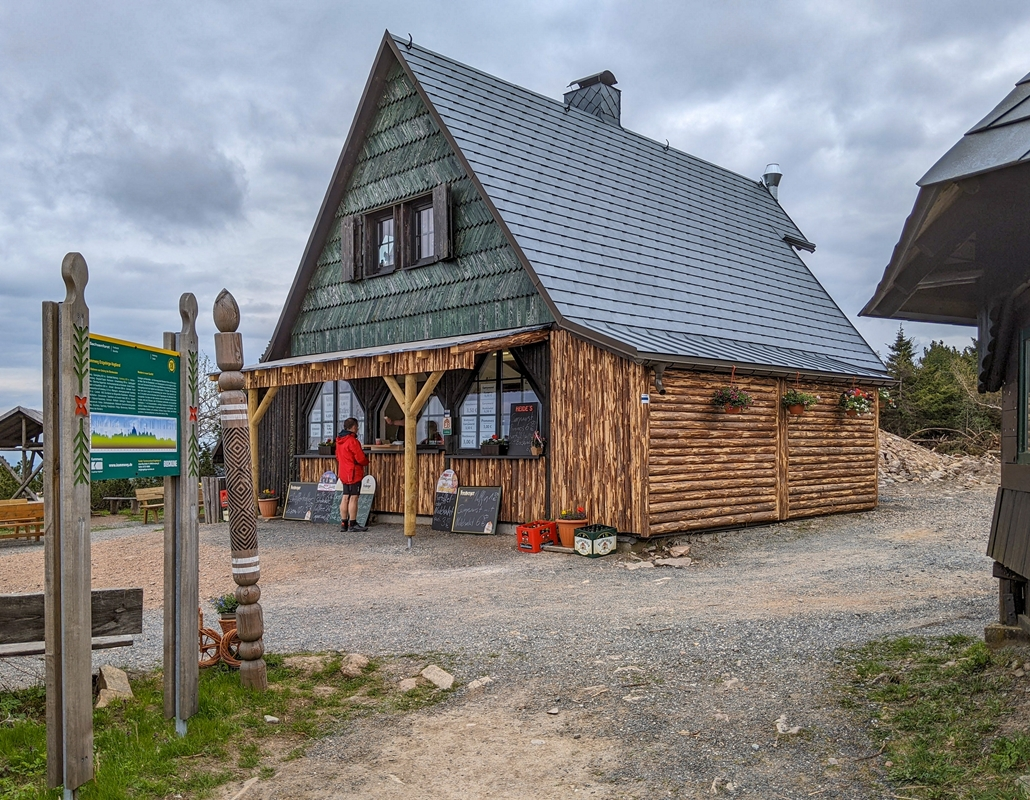
Kahlebergbaude nach der Sanierung (2023)
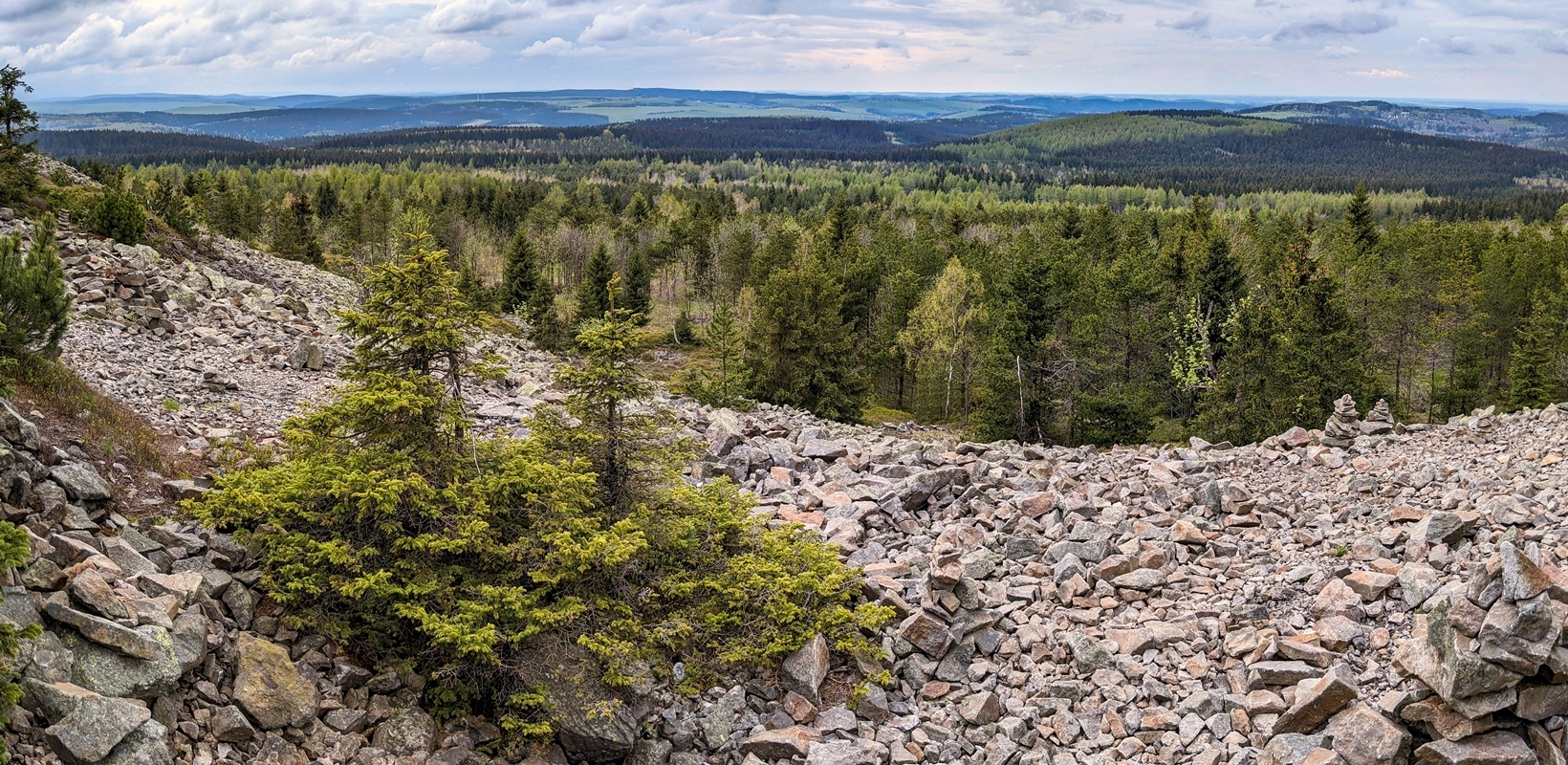
Blockhalde an der Westseite des Gipfels
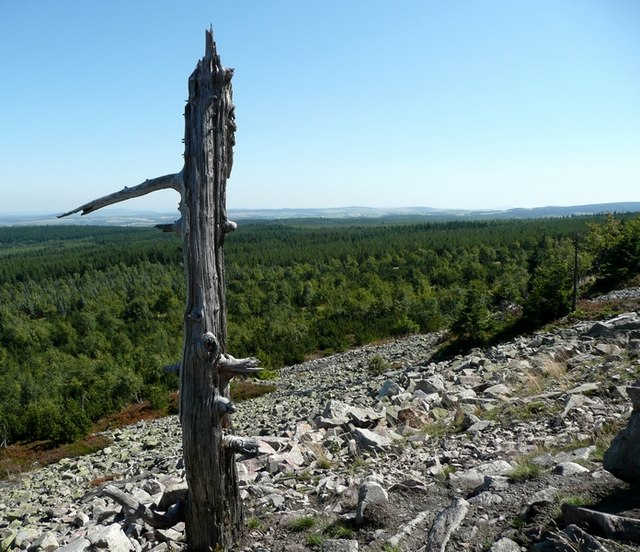
Abgestorbene Wetterfichte an der Nordseite des Gipfels
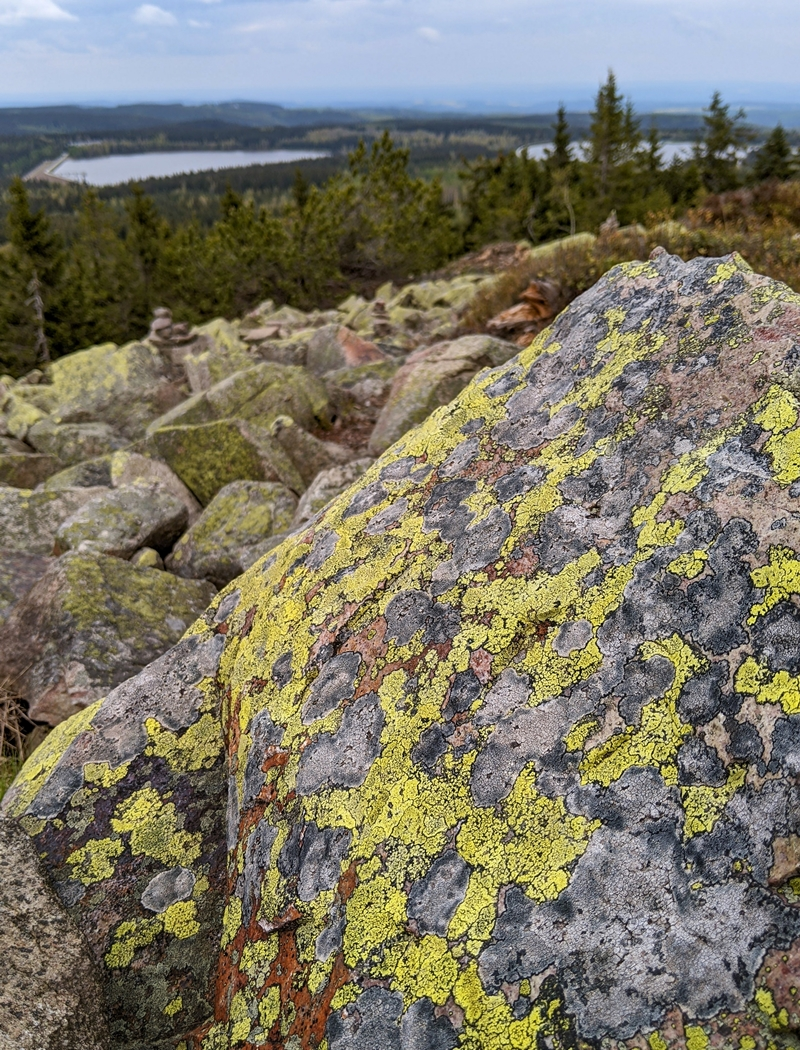
Blockhalde mit Landkartenflechten auf der Nordseite des Gipfels
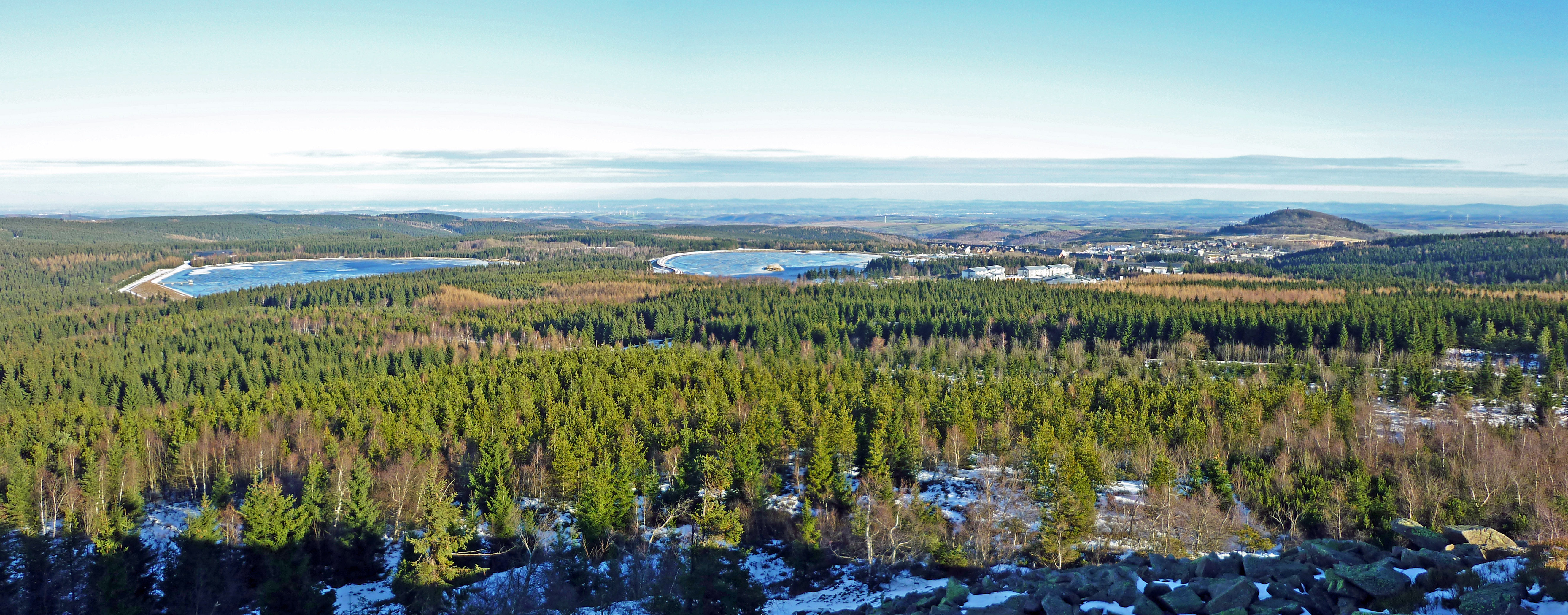
Blick vom Kahleberg auf Altenberg, die Galgenteiche und den Geisingberg